# Antonio Estella
Antonio Estella de Noriega (Madrid, 14 de junio de 1968) es un jurista español, Profesor Titular de derecho administrativo y Catedrático Jean Monnet "ad personam" de la Universidad Carlos III de Madrid. Colabora con ElDiario.es, Infolibre, El País y El HuffPost.
Es un reputado experto en Derecho de la Unión Europea y en particular en materia de Derecho de la Gobernanza Económica Europea, ámbito en el que ha publicado uno de los libros más importantes en esta materia, "Legal Foundations of EU Economic Governance", Cambridge University Press (2018). Es Director del Master en Gobernanza Económica Europea (Master in European Economic Governance: Law Politics and Economics) de la Universidad Carlos III de Madrid (Uc3m) desde el año 2022.

## Reseña biográfica
Nacido en Madrid, estudió en el Colegio Virgen de Mirasierra (Sagrados Corazones) y posteriormente se licenció en Derecho en la Universidad Autónoma de Madrid (1991). Es Master en Derecho Comunitario Europeo por la Universidad Libre de Bruselas (1992) y Doctor en derecho por el Instituto Universitario Europeo (1997), con una tesis sobre el principio de subsidiariedad que tuvo una mención unánime del tribunal evaluador por la "alta calidad de la tesis doctoral". La tesis fue publicada posteriormente como libro en Oxford University Press (2002). Empezó a trabajar en la Universidad Carlos III de Madrid en 1997, en donde ganó una plaza de Profesor Titular de Universidad en el año 2003. Ha sido Visiting Fellow de las Universidades de Berkeley (1999), Princeton (2011) Oxford (2014) y Cambridge (2021). Ha sido Director Académico del Servicio de Estudios de la Fundación Alternativas y Director del Departamento de Relaciones Internacionales de la Fundación Ideas para el Progreso. Fue miembro del gabinete del Ministro de Justicia, Mariano Fernández Bermejo, en el año 2008-2009. Ha sido evaluador de los Programas Europeos Jean Monnet, Spinelli, y ERC.

Ha realizado, entre otras, las siguientes publicaciones: "Legal Foundations of EU Economic Governance" (CUP, 2018); "The Principle of Subsidiarity and its Critique" (OUP, 2002), antes mencionados; “España y Europa: hacia una nueva relación” (Tirant Lo Blanch, 2014); "El Dilema de Luxemburgo: El Tribunal de Justicia de las Comunidades Europeas ante el principio de subsidiariedad" (Ceura, 2000); "El control de la administración comunitaria a través de la motivación: un análisis jurisprudencial" (Aranzadi, 2005); "Manual de Derecho Administrativo Comunitario" (Ceura, 2000).

Además de su trabajo pionero en materia de Derecho de la Gobernanza Económica Europea, Antonio Estella trabaja actualmente en la elaboración de una Teoría del Derecho que se ha denominado "Derecho como Credibilidad". Se trata de una reflexión sobre la conexión que existe entre los problemas de credibilidad de las promesas de los políticos y la función que puede desarrollar el derecho, bajo determinadas condiciones, para dotar de credibilidad a dichas promesas. Un análisis detallado de esta teoría se encuentra en el Capítulo II de su obra "Legal Foundations of EU Economic Governance" (CUP, 2018).

## Distinciones
- Premio Excelencia Jóvenes Profesores del Consejo Social de la Universidad Carlos III de Madrid (2009)[8]
- Miembro de la Real Academia de Doctores de España (2019)[9]
- Miembro del Executive Board del Council for European Studies (CES)
- Presidente del Law Research Network del Council for European Studies (CES)